# هیپرویتامینوز آ
هیپرویتامینوز اختلالی است که در اثر مصرف بیش از حد یک یا چند ویتامین ایجاد می‌شود. این اختلال معمولاً در اثر زیاده‌روی در مصرف مکمل‌های غذایی رخ می‌دهد. هایپرویتامینوز A ناشی از سطح خونی بالای ویتامین A است.
افزایش سطح ویتامین آ موجب زخمهای گوشه لب (Angular cheilitis) ، نقائص مادرزادی جنین ، پوسته ریزی ، ریزش مو ، اختلالات کبدی ، تهوع واستفراغ ، سردرد ، گیجی و افزایش فشار داخل جمجمه میشود.